# Sobrado na praça Barão do Rio Branco
O sobrado na praça Barão do Rio Branco, nº 35 é um casarão histórico localizado na cidade de Estância, estado brasileiro de Sergipe. Trata-se de um patrimônio histórico tombado pelo Instituto do Patrimônio Histórico e Artístico Nacional (IPHAN) em 27 de julho de 1962, sob o processo de nº 679-T-1962.
Em 1860, serviu de hospedagem ao imperador Pedro II do Brasil durante uma de suas viagens à Região Nordeste do Brasil. O sobrado também já sediou o Clube Republicano.

## Arquitetura
Edificação de arquitetura colonial, construída com dois pavimentos. Possui telhado de quatro águas com beiral. As paredes externas foram construídas com adobe e taipa. Na fachada principal, o primeiro pavimento possui quatro portas e três janelas e o pavimento superior, possui sete portas que dão acesso a um balcão com gradil em madeira. Todos os vãos das janelas e portas da fachada possuem vergas em arco na parte superior.